# ジガ・ヴェルトフ集団
ジガ・ヴェルトフ集団（英語：The Dziga Vertov Group、仏語：Groupe Dziga Vertov、1968年 - 1972年）は、かつて存在したフランスの映画作家集団である。ヌーヴェルヴァーグの中心人物であったジャン＝リュック・ゴダールがいわゆる彼の「政治の時代」に、同グループの名のもとに匿名で政治的映画を集団的に製作、発表したことで知られる。

## 来歴・概要
1968年、ジャン＝リュック・ゴダールとジャン＝ピエール・ゴランを含む政治的にアクティヴな映画作家によって結成された。彼らの作品は、ブレヒト演劇の形式、マルクス主義イデオロギー、個人的著作性の欠如を主として定義されている。1920年代 - 1930年代のソビエトの映画作家ジガ・ヴェルトフから名をいただいたこの集団は、1972年の『ジェーンへの手紙』の完成直後に解散した。
同集団は一般的に下記の9本の作品とともにクレジットされている。
- 1968年 あたりまえの映画 Un Film comme les autres (A Film Like the Others)
- 1969年 ブリティッシュ・サウンズ British Sounds/See You At Mao
- 1969年 プラウダ (真実) Pravda
- 1969年 東風 Le Vent d'est (Wind from the East)
- 1969年 イタリアにおける闘争 Luttes en Italie (Struggles in Italy)
- 1970年 勝利まで Jusqu'à la victoire (Until Victory/Palestine Will Win)
- 1971年 ウラジミールとローザ Vladimir et Rosa (Vladimir and Rosa)
- 1972年 万事快調 Tout va bien (Everything's Fine)
- 1972年 ジェーンへの手紙 Letter to Jane

『勝利まで』は作品の主題に沿って完成することができず、最初の場面を撮ったわずかの後にパレスチナ解放機構のメンバーたちが殺されてしまった。ゴダールは、のちに1976年の彼の作品『ヒア＆ゼア こことよそ』で既存の材料をつかった。同作でゴダールと彼のパートナー（アンヌ＝マリー・ミエヴィル）は、『勝利まで』をつくるためのゴダール自身とゴランの方法を脱構築し、その方法とジガ・ヴェルトフ集団全体のマニフェストに対して、順番に異議を唱えていった。

## 参加メンバー

### 監督・脚本
※「ジガ・ヴェルトフ集団」の名のもとに匿名で監督・脚本に参加した人物
- ジャン＝リュック・ゴダール

『あたりまえの映画』監督・脚本・撮影、『ブリティッシュ・サウンズ』監督・脚本、『プラウダ』監督・脚本・編集・語り、『東風』監督・脚本・編集、『イタリアにおける闘争』監督・脚本・編集、『勝利まで』監督・脚本、『ウラジミールとローザ』監督・脚本・撮影・編集・出演、『万事快調』監督・脚本、『ジェーンへの手紙』製作・監督・脚本・撮影・語り
- ジャン＝ピエール・ゴラン

『あたりまえの映画』監督・脚本、『東風』監督・編集、『イタリアにおける闘争』監督・脚本・編集、『勝利まで』監督・脚本、『ウラジミールとローザ』監督・脚本・撮影・編集・出演、『万事快調』監督・脚本、『ジェーンへの手紙』製作・監督・脚本・語り
- ジャン＝アンリ・ロジェ

『ブリティッシュ・サウンズ』監督・脚本、『プラウダ』監督・脚本・編集
- ポール・ビュロン

『プラウダ』監督・脚本・編集
- ジェラール・マルタン

『東風』監督
- ダニエル・コーン＝バンディ（元五月革命指導者、現欧州議会議員）

『東風』脚本・出演
- セルジオ・バッツィーニ（脚本家）

『東風』脚本

### 出演
- アンヌ・ヴィアゼムスキー　『ウラジミールとローザ』、『東風』、『イタリアにおける闘争』、『万事快調』
- ジュリエット・ベルト　『ウラジミールとローザ』
- ヴェラ・ヒティロヴァ（『ひなぎく』の監督、チェコスロヴァキアの映画監督）　『プラウダ』
- ジャン・マリア・ヴォロンテ（イタリアの映画監督、イタリア共産党員）　『東風』
- マルコ・フェレーリ（イタリアの映画監督）　『東風』
- グラウベル・ローシャ（ブラジルの映画監督）　『東風』
- ジェーン・フォンダ（アメリカの女優、ヴェトナム反戦運動家）　『万事快調』、『ジェーンへの手紙』